# Jenny Holmgren (handbollsspelare)
Jenny Maria Skantze Holmgren, född 1 september 1972 i Umeå, är en svensk tidigare handbollsmålvakt. 

## Karriär
Jenny Holmgren spelade 1991 elva ungdomslandskamper för Sverige. Holmgren debuterade i februari 1993 i A-landslaget i en dubbellandskamp mot Danmark. Totalt spelade hon sedan 50 landskamper för landslaget mellan 1993 och 2002, och hon deltog vid EM 2002 i Danmark. Hon ersatte vid EM 2002 korsbandsskadade Jenny Lindblom.
Holmgren spelade för HP Warta åtminstone från 1990 till 1998 och valde sedan att bli proffs i Spanien i Ferrobús Mislata ett år, 1998–1999. Hon avslutade sin karriär på elitnivå i danska Ikast-Bording EH 1999–2003. I november 2001 skadade hon ett korsband och missade VM 2001 i Italien. Hon drabbades av flera korsbandsskador under karriären och de tvingade henne att sluta spela handboll.
Holmgren blev senare sjukgymnast och målvaktsinstruktör vid rikshandbollslinjen på Katrinelundsgymnasiet i Göteborg.